# 巴黎造币厂 (建筑)

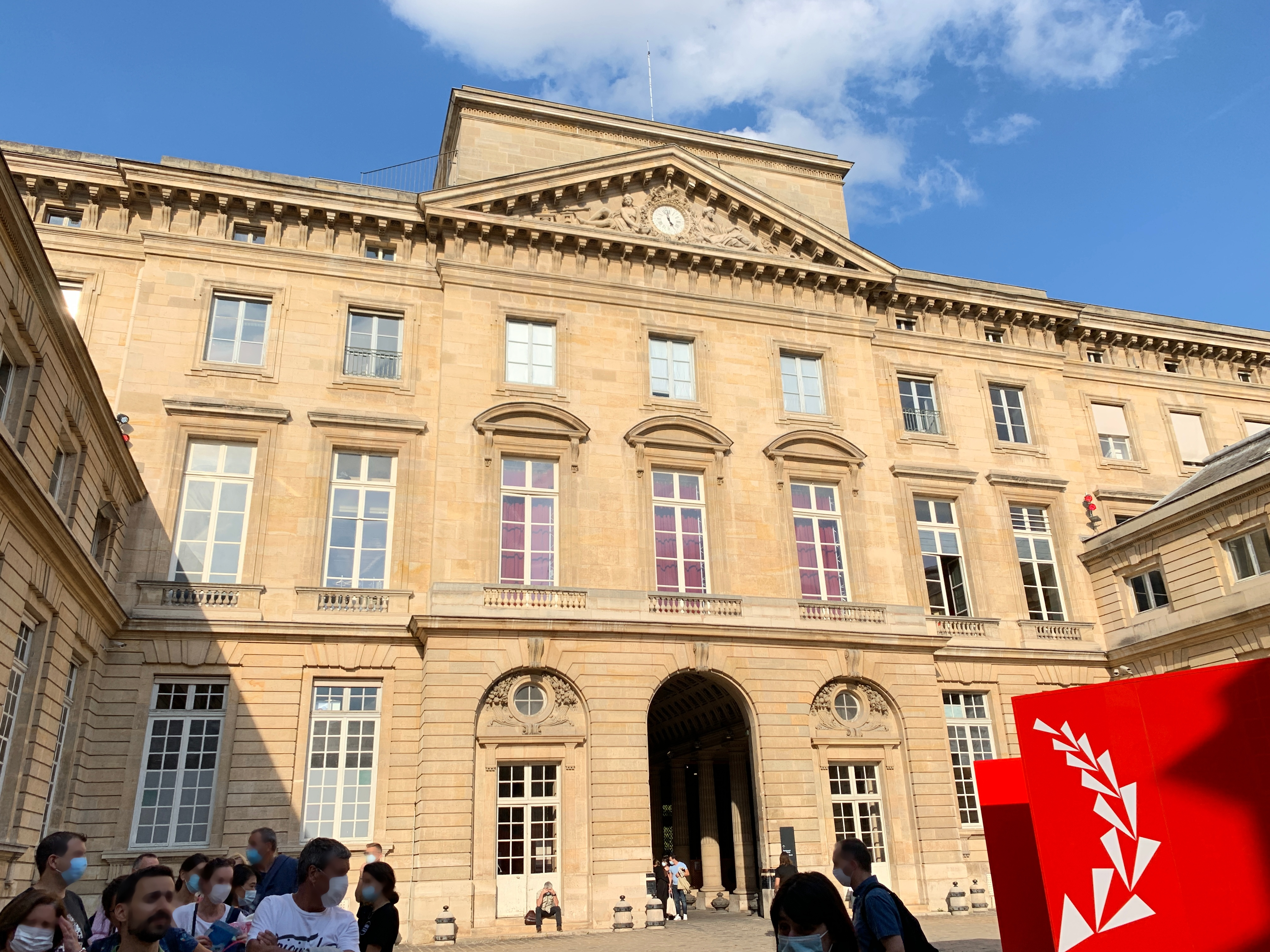

巴黎造幣廠（法語：Hôtel des Monnaies, Paris）是位於法國首都巴黎第六區的一座建築。巴黎造幣廠於1771年開始施工，在1775年竣工，是法國大革命之前法國新古典主義建築的典範。現在巴黎造幣廠也是巴黎錢幣博物館的所在地。